# Calathea warszewiczii
Calathea warszewiczii là một loài thực vật có hoa trong họ Marantaceae. Loài này được (L.Mathieu ex Planch.) Planch. & Linden mô tả khoa học đầu tiên năm 1855.